# Elżbieta Krzesińska
Elżbieta Maria Krzesińska, née Duńska le 11 novembre 1934 à Varsovie et morte le 29 décembre 2015 dans cette même ville, est une athlète polonaise, spécialiste du saut en longueur, championne olympique en 1956 et détentrice du record du monde de 1956 à 1960.

## Biographie

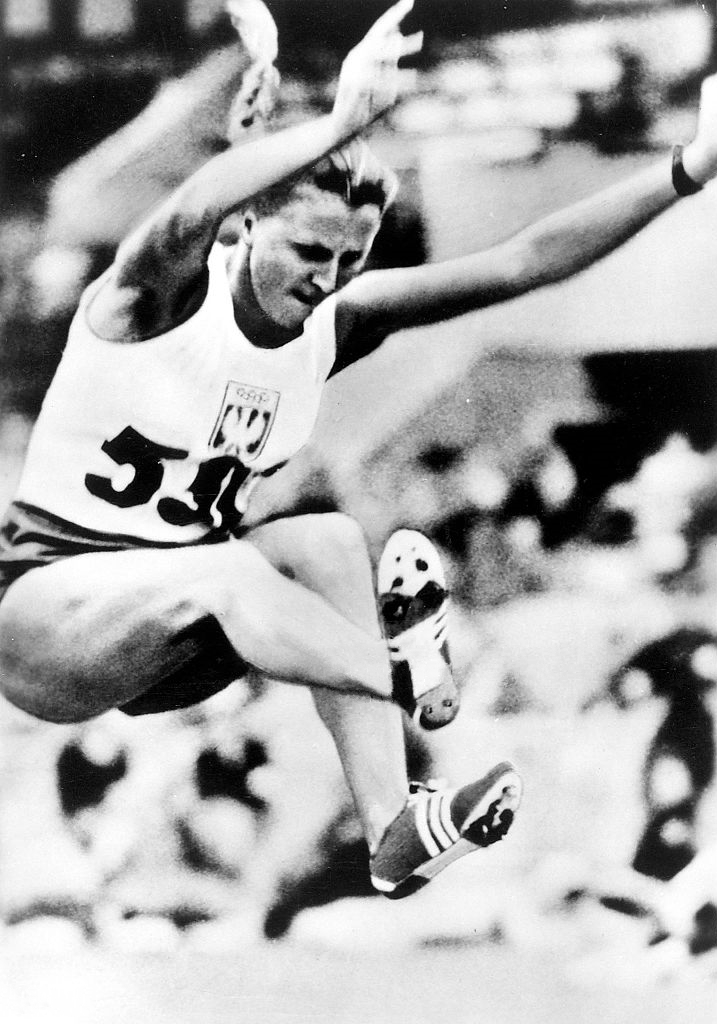
Elżbieta Krzesińska en 1956.

Elle participe à l'âge de dix-huit ans aux Jeux olympiques de 1952 à Helsinki, et se classe douzième de la finale. Deux ans plus tard, aux championnats d'Europe de 1954, à Berne, elle remporte sa première médaille internationale en se classant troisième du saut en longueur, avec un saut à 5,83 m.
Le 20 août 1956, à Budapest, Elżbieta Krzesińska établit un nouveau record du monde du saut en longueur avec un saut à 6,35 m, améliorant de quatre centimètres l'ancienne meilleure marque mondiale de la Soviétique Galina Vinogradova. En octobre 1956, à Melbourne en Australie, elle remporte la finale des Jeux olympiques, en égalant son propre record du monde de 6,35 m à son deuxième essai.
Titrée lors des Universiades d'été de 1959, elle ne parvient pas à conserver son titre lors des Jeux olympiques de 1960, à Rome, s'adjugeant néanmoins la médaille d'argent derrière la Soviétique Vera Krepkina, avec un bond à 6,27 m.
En 1962, elle remporte la médaille d'argent des championnats d'Europe, à Belgrade, devancée par la Soviétique Tatyana Shchelkanova.

### Palmarès
| Date | Compétition           | Lieu      | Résultat | Épreuve          | Marque |
| ---- | --------------------- | --------- | -------- | ---------------- | ------ |
| 1952 | Jeux olympiques       | Helsinki  | 12e      | Saut en longueur |        |
| 1954 | Championnats d'Europe | Berne     | 3e       | Saut en longueur | 5,83 m |
| 1956 | Jeux olympiques       | Melbourne | 1re      | Saut en longueur | 6,35 m |
| 1959 | Universiades          | Turin     | 1re      | Saut en longueur | 5,94 m |
| 1960 | Jeux olympiques       | Rome      | 2e       | Saut en longueur | 6,27 m |
| 1961 | Universiades          | Sofia     | 3e       | Saut en longueur | 6,11 m |
| 1962 | Championnats d'Europe | Belgrade  | 2e       | Saut en longueur | 6,22 m |

## Records

### Records du monde battus
- record du monde du saut en longueur 6,35 mètres à Budapest en 1956
- record du monde égalé du saut en longueur 6,35 mètres à Melbourne en 1956

### Records personnels
| Épreuve          | Performance | Lieu      | Date             |
| ---------------- | ----------- | --------- | ---------------- |
| Saut en longueur | 6,35 m      | Melbourne | 27 novembre 1956 |

## Honneurs et distinctions
Elżbieta Krzesińska est élue Sportive polonaise de l'année en 1956.